# Åbyfors kraftverk
Åbyfors kraftverk är Gavleåns fjärde kraftverk, beläget i Åbyfors, Valbo. Det nuvarande kraftverket togs i drift 1986 och ersatte Åbyfors gamla kraftverk och de uppströms belägna Östanbäcks, Kristinelunds och Svedens kraftverk vilka alla revs 1985.
Det första kraftverket vid Åbyfors var en kvarn vid Kycklinge som i slutet av 1910-talet började sälja elektricitet. 1926 köptes anläggningen av Gävle stad som 1949 lät bygga ett nytt kraftverk.
När Åbyfors kraftverk och Prästforsens kraftverk (som för övrigt är av identisk konstruktion som Åbyforsverket) nybyggdes i mitten av 1980-talet höjdes Gavleåns yta så mycket att ån på flera ställen ligger högre än Valboslätten på andra sidan Valboåsen. Detta gjorde att vatten började strömma igenom åsen och hotade att på sikt underminera åsen, förvandla Valboslätten till ett träsk och göra stora delar av Valbo obeboeligt. För att motverka detta installerades pumpstationer med jämna mellanrum på åsens sydsida som dränerar åsen på vatten. Tack vare den naturliga filtreringen av åns vatten genom rullstensåsens sandlager så används sedan slutet av 1980-talet Valboåsen som huvudvattentäkt för Gävle kommun.